# Hanna-Barbera Studios Europe
Hanna-Barbera Studios Europe (anteriormente conocido como Cartoon Network Development Studio Europe y Cartoon Network Studios Europe) es un estudio de animación británico con sede en Londres. Fue fundado a finales de 2007 y es propiedad de Warner Bros. Television Studios UK. Es el equivalente europeo de Cartoon Network Studios, con sede en Burbank, California, Estados Unidos.

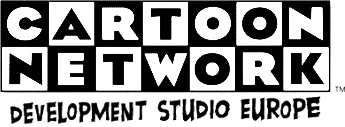
Anterior logo usado como Cartoon Network Development Studio Europe.

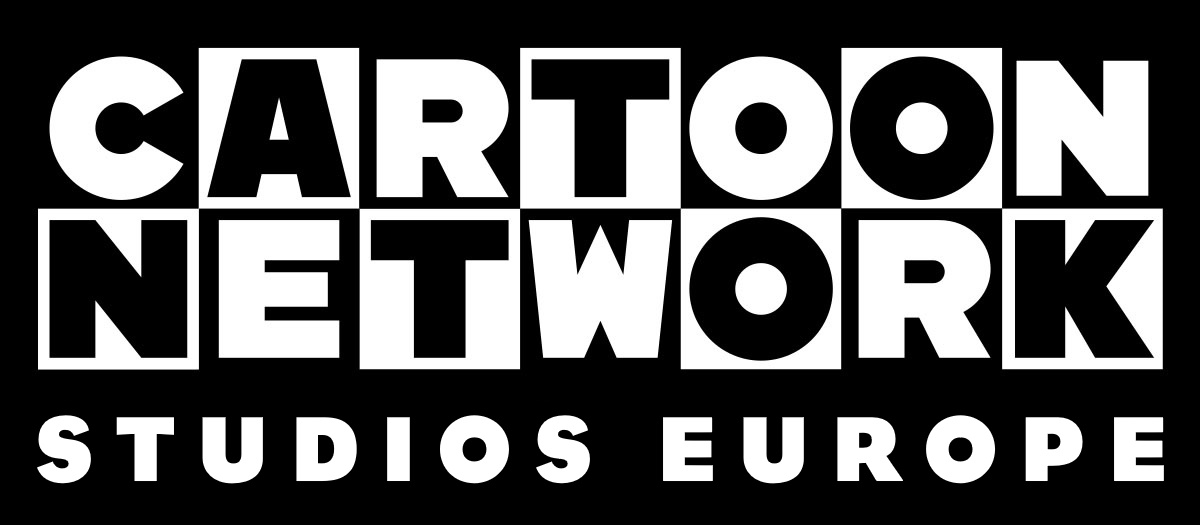
Anterior logo usado como Cartoon Network Studios Europe.

## Filmografía

### Series de televisión
| Programa                                       | Año            | Creador                                      | Coproducción(es)                                                               | Notas | Medio de difusión                                                     |
| ---------------------------------------------- | -------------- | -------------------------------------------- | ------------------------------------------------------------------------------ | --- | --------------------------------------------------------------------- |
| The Amazing World of Gumball                   | 2011–2019      | Ben Bocquelet                                | Studio SOI Boulder Media Limited (temporada 1) Dandelion Studios (temporada 1) | Primer programa de Cartoon Network Development Studio Europe en obtener luz verde como serie de televisión. | Cartoon Network                                                       |
| The Heroic Quest of the Valiant Prince Ivandoe | 2017 2022–2024 | Eva Lee Wallberg y Christian Bøving-Andersen | Sun Creature Public Service Puljen                                             | Se convirtió en una serie de televisión completa tras ser oirginalmente una saga de cortos.                 | Cartoon Network                                                       |
| Elliott from Earth                             | 2021           | Guillaume Cassuto Mic Graves Tony Hull       | Miyu Productions                                                               | [ 7 ] [ 8 ]                                                                                                 | Cartoon Network                                                       |
| El maravillosamente extraño mundo de Gumball   | 2025–presente  | Ben Bocquelet                                | Warner Bros. Animation Studio SOI                                              | Regreso de la serie The Amazing World of Gumball                                                            | Hulu/Disney+ (Estados Unidos) Cartoon Network/HBO Max (internacional) |
| Foster’s Funtime for Imaginary Friends         | Por anunciarse | Craig McCracken                              | Por anunciarse                                                                 | Serie derivada de Foster's Home for Imaginary Friends                                                       | Cartoon Network Cartoonito                                            |
| The Powerpuff Girls                            | Por anunciarse | Craig McCracken                              | Por anunciarse                                                                 | Segundo reinicio de la serie animada original de 1998.                                                      | Cartoon Network                                                       |
| Barbara!                                       | Por anunciarse | Joris van Hulzen                             | Por anunciarse                                                                 | Basado en el libro infantil de Nadia Shireen.                                                               | Cartoon Network                                                       |
| Hit Squad                                      | Por anunciarse | Por anunciarse                               | Warner Bros. Animation Anderson Entertainment                                  | Serie de animación para adultos                                                                             | Por anunciarse                                                        |

### Pilotos
| Título                                       | Año  | Creador(es)                 | Notas |
| -------------------------------------------- | ---- | --------------------------- | --- |
| Gumball                                      | 2008 | Ben Bocquelet               | Contrario a los rumores, Ben Bocquelet nunca ofreció este programa a Adult Swim. Piloto de The Amazing World of Gumball.                                                                                       |
| The Amazing Adventures of Kid Cole & Klay    | 2008 | Pete Candeland Stu Connolly | [ 14 ] |
| Little Rikke                                 | 2008 | Rikke Asbjoern              | [ 15 ] |
| COSMO                                        | 2009 | Charlie Bean                | [ 16 ] |
| Elliot's Zoo                                 | 2009 | Dave Needham                | |
| The Furry Pals                               | 2009 | Rikke Asbjoern              | |
| Hamshanks and the Himalolly Mountain Railway | 2009 | Tom Parkinson               | |
| Mutant Moments                               | 2009 | Alan Kerswell               | |
| Pinky Malinky                                | 2009 | Chris Garbutt               | Originalmente rechazado por Cartoon Network, el piloto más tarde recibió luz verde como serie de Nickelodeon, pero en lugar de ser transmitido en su canal de televisión, fue lanzado directamente en Netflix. |
| Verne on Vacation                            | 2009 | Sylvain Marc                | |
| The ATM                                      | 2011 | Rikke Asbjoern              | |

### Películas
| Título                             | Año            | Coproducción(es) | Notas                     |
| ---------------------------------- | -------------- | ---------------- | ------------------------- |
| The Amazing World of Gumball Movie | Por anunciarse | Studio SOI       | En desarrollo; luz verde. |